# Krašnja
Krašnja este o localitate din comuna Lukovica, Slovenia, cu o populație de 328 de locuitori.